# 大館南インターチェンジ
大館南インターチェンジ（おおだてみなみインターチェンジ）は、秋田県大館市根下戸新町にある秋田自動車道および国道103号（国道104号重複）大館南バイパスのインターチェンジである。

## 概要
大館市根下戸新町にある秋田自動車道（国道7号大館西道路）のインターチェンジで、無料区間のため料金所設備はない。二井田真中IC方向への延伸部分が2011年（平成23年）12月17日から供用開始し、下り方面の供用開始から13年かけて完成した。
大館西道路は当初の計画では当ICが起点だったため、大館南バイパスへトランペット型で接続していた。その後、2003年度に起点が二井田真中ICに変更されて大館西道路側もトランペット型に変更したため、トランペット型の構造を2つ接続したジャンクションの構造になった。
なお、秋田自動車道から市街地との流出入には大館南バイパスの各ランプを経由する必要がある。

## 接続する道路
- 国道103号（国道104号重複） 大館南バイパス

## 隣
E7 秋田自動車道
(25)二井田真中IC - (26)大館南IC - (27)大館北IC
大館南バイパス
立花交差点・国道7号交点（終点） - 大館南IC - 根下戸ランプ - 池内ランプ - 餌釣ランプ